# Uma Aaltonenová
Ulla-Maija ”Uma” Aaltonen (28. srpna 1940, Vihti – 13. července 2009, Helsinky) byla finská spisovatelka, novinářka a europoslankyně za Zelený svaz. Pracovala pro Yleisradio a časopis Anna. V Evropském parlamentu působila v letech 2003–2004. Zemřela na komplikace způsobené roztroušenou sklerózou.

## Dílo (výběr)
- Hevonen ja minä. Helsinky: Otava, 1974. ISBN 951-1-01586-9.
- Minkin varsakirja. Helsinky: Otava, 1976. ISBN 951-1-04057-X.
- Uman kirja sinulle. Helsinky: Otava, 1977. ISBN 951-1-04570-9.
- Ikioma murkkumuistio. Helsinki: Otava, 1983. ISBN 951-1-07279-X.
- Minkin estekirja. Helsinky: Otava, 1985. ISBN 951-1-08430-5.
- Misty vastaa. Helsinky: Otava, 1986. ISBN 951-1-09087-9.
- Vanhempainilta. Kirjoituksia keskustelun pohjaksi. Helsinky: Koti ja koulu -yhdistysten liitto, 1986. ISBN 951-95828-4-3.
- Lähellä. Kuvia kosketuksista. Helsinky: Kirjastopalvelu, 1987. ISBN 951-692-188-4.
- Hevoshullun ikioma. Helsinky, Juva: WSOY, 1987. ISBN 951-0-14792-3.
- Kultainen kesä. Helsinky: Gummerus, 1988. ISBN 951-20-3294-5.
- Oma hevonen. Helsinky: Otava, 1989. ISBN 951-1-10594-9.
- Hilsu saa jäädä. Helsinky: Gummerus, 1989. ISBN 951-20-3375-5.
- Dotsi. Ei millään pahalla mutsi. Helsinky: Gummerus, 1989. ISBN 951-20-3430-1.
- Patakintaan näköinen mummu. Helsinky: Otava, 1989. ISBN 951-1-10642-2.
- Jennin talli. Helsinky: Otava, 1989. ISBN 951-1-10855-7.